# 藍甲蟲 (電影)
《藍甲蟲》（英語：Blue Beetle）是一部2023年美國超級英雄電影，以DC漫畫的同名角色為主角，由DC影業製作，華納兄弟影片發行。影片是DC擴展宇宙的第十四部电影作品。電影由安傑爾·曼努爾·索托執導，加雷思·鄧內特·阿爾科塞爾（Gareth Dunnet-Alcocer）編劇，索洛·馬里達納領銜出演標題角色「藍甲蟲」海梅·雷耶斯。劇情講述海梅·雷耶斯意外被外星科技選為宿主，賦予深不可測的超級戰甲，為此改變了自己的命運。
《藍甲蟲》2023年8月18日於美國上映。這部電影獲得正面為主的評價，索洛·馬里達納的演出表現、主題、幽默感、情感刻劃、動作戲、對拉丁文化的細緻描繪獲得評論家的青睞，但是電影裡呈現的懷舊感與視覺效果則引來褒貶不一的評論，與其他超級英雄電影重疊的要素和節奏拿捏則受到詬病。

## 劇情
在一片偏遠的極冷之地，科德公司成功地挖到了名叫「金龜」的古董。同時，海梅·雷耶斯大學畢業後回到了他老家帕爾梅拉市，和家人團聚。但他發現，由於房租飆漲和他老爸阿爾貝托失業，他們家快要住不下去了。海梅的妹妹米拉格羅幫他們在科德公司老闆娘維多利亞·科德的大宅裡找了份工。但因為海梅插手阻止維多利亞和她侄女珍妮的爭執，兩人都被開除了。珍妮後來告訴海梅，第二天到科德大樓找她，有個工作機會要跟他談。
第二天，珍妮扒了實驗室人員的門禁卡，進入實驗室發現維多利亞找到了「金龜」，正利用它進行她的OMAC（單兵軍團）計劃。珍妮把「金龜」藏在一個外帶漢堡盒內，想從大樓逃出去，但碰上了海梅。此時警報大作時，珍妮趕緊將「金龜」塞給海梅並請他帶離大樓，叮嚀他說這盒子千萬不能亂開。隨後若無其事地回到工作崗位。
回到家後，海梅的家人超好奇的，都催他開盒看看。海梅一摸「金龜」，它就啟動了，一下子黏在他身上，魯迪上前幫忙還被金龜強力推開，隨後形成一套酷炫的裝甲。這套裝甲開始自動調校，海梅就被拖著在城裡飛來飛去，弄得一團糟。後來，他去找珍妮，她因事跡敗露，正在被維多利亞的兵頭追著跑。海梅幫她解圍，回到家後，海梅背對著珍妮迅速拉上上衣展示「金龜」已經在他體內，珍妮跟他說這原來是古老的毀天滅地利器，而且她老爸說一般人啟動不了，除非是被「金龜」選中的人，而海梅就是那萬中選一的宿主。
在魯迪幫忙干擾監視系統下，他和珍妮成功闖入科德大樓，偷回了珍妮爸爸Ted的智能錶。但他們出去時，被維多利亞的隨扈，Ignacio Carapax攔下，這傢伙身上還有OMAC的原型技術。那時，「金龜」其實叫Khaji-Da，一時控制了海梅，跟Carapax打起來，但海梅及時阻止它把Carapax幹掉。當Carapax壓制住海梅時，魯迪和珍妮趕快救他，三人狼狽地逃到珍妮小時候的老家，科德的別墅。
珍妮用Ted的手錶打開了他的隱密實驗室，並跟海梅說，原來Ted之前是個超級英雄，名叫「蓝甲虫」，魯迪超崇拜他的。三人在實驗室裡翻找後，發現Khaji-Da一開始選的是Ted的教授、考古學家Dan Garrett當宿主，但後來Garrett把這東西留給Ted，儘管Ted本來不是特定的選擇。Ted一生都在研究這玩意，還利用自己的技術去打壞蛋。但某天，他就消失了，留下珍妮，連公司都給了維多利亞掌控。他們還發現，Khaji-Da跟海梅的DNA正在合體，除非海梅掛了，不然這東西是拿不下來的，這消息把海梅嚇得不輕。後來，他們看到維多利亞的直升機飛往海梅家的方向。海梅急忙召喚Khaji-Da，飛回家保護家人，對抗維多利亞的小弟。正當海梅的家人撤離時，他老爸阿爾貝托心臟病發，讓海梅分心，結果被Carapax給打趴，裝甲也被搞掉，海梅被逮了起來。阿爾貝托也就這麼去世了，海梅則被帶到古巴的一個島堡壘，那邊有機器，可以從Khaji-Da抓資料到OMACs，Carapax的OMAC也在列。海梅昏過去後，夢到他爸爸鼓勵他要當那個「蓝甲虫」。他醒來時，資料已經下載完給Carapax。他趕緊逃出來，但Carapax的OMAC裝置被啟動，還進化得更猛了。
珍妮和海梅的家族搭著Ted的「蟲子飛船」和他準備的兵器闖入那座島。珍妮和米拉格羅定位到OMAC的裝置，趕緊裝了炸彈打算炸毀它。結果，一條通道崩了，讓米拉格羅跟珍妮走散，維多利亞把珍妮給找到了。海梅趕快和家人碰面，然後急著去找米拉格羅和珍妮。救了米拉格羅後，他碰上了Carapax，兩人開始激戰。Carapax看似要打敗海梅，但魯迪來搞破壞，成功轉移他注意力。他雖然逃资了，但海梅以為魯迪已經掛了，火大的海梅拼命攻擊Carapax，甚至差點殺了他，好在Khaji-Da出手阻止。Khaji-Da讓海梅看到Carapax過去的回憶，從他媽媽被科德工廠的炸彈炸死，到他被維多利亞當作實驗白老鼠。當海梅再次見到珍妮，決定放過Carapax，因為珍妮已經把維多利亞的直升機跟所有關於Khaji-Da的資料都給炸了。最後，心境變化的Carapax選擇不殺海梅，而是準備讓自己的OMAC裝置爆炸，他告訴維多利亞他已經想起一切，並拉著她走向火海。隨後，OMAC裝置爆炸毀掉整座島。當海梅的家人從島上逃脫時，他們終於有時間哀悼阿爾貝托的死亡。
事後，珍妮接管科德工業，對外宣布不會發展軍事武器，她騎車來到海梅家族承諾要修補所造成的所有傷害，幫助他們重建家園，還送魯迪一輛全新的皮卡。當鄰居們聚集在海梅家的殘骸旁邊提供支援時，海梅和珍妮兩人談起後續發展時，Khaji-Da告訴海梅他偵測到下半身有一股熱血(暗指勃起)，海梅制止Khaji-Da，沒多久兩人就甜蜜地親了一下，意外啟動Khaji-Da盔甲，然後提議載她飛回科德的莊園。在片尾彩蛋中，Ted的一段失真的錄音在他的實驗室電腦播放，宣稱他還活著，並希望有人能告訴珍妮這消息。

## 演員
| 演員              | 角色                       | 備註 |
| ----------------- | -------------------------- | --- |
| 索洛·馬里達納     | 海梅·雷耶斯／藍甲蟲        | 一名來自艾爾帕索的青年，被藍甲蟲的聖甲蟲融合進脊椎而成為新一代藍甲蟲，並因而獲得藍甲蟲的超能力動力服。在漫畫中，聖甲蟲的主人本來是第二代「藍甲蟲」泰德·科德，在科尔德死前被他送走後才偶然被雷耶斯撿到。                  |
| 布魯娜·馬爾科辛   | 珍妮花·科德                | 雷耶斯的愛人。維多利亞·科德之姪女，與其不和。於維多利亞·科德死後接手科德企業，並宣佈放棄OMAC計劃。 |
| 貝莉莎·艾斯可貝多 | 米拉格蘿絲·雷耶斯          | 雷耶斯的妹妹。 |
|                   | 魯迪                       | 雷耶斯的叔父。 |
| 亞卓安娜·拜拉薩   | 娜娜                       | 雷耶斯的祖母。年輕時是革命軍人。 |
| 艾爾皮迪雅·卡洛里 | 蘿西歐                     | 雷耶斯的母親。 |
| 達米恩·艾卡薩     | 阿爾貝托                   | 雷耶斯的父親。在維多利亞·科德捉拿海梅·雷耶斯時不慎心臟病發身亡。 |
| 勞爾·麥斯·楚吉羅  | 「甲殼」卡拉派克斯／不毀者 | 維多利亞·科德之護衛。其母被維多利亞·科德殺害，並被她收留及改造成戰甲。其後記起維多利亞殺害其母，與她同歸於盡。 |
| 蘇珊·莎蘭登       | 維多利亞·科德              | 影片原創反派角色，為第二代「藍甲蟲」泰德·科德的姊姊。珍妮花·科德之姑媽，與其不和。科德企業接班人，進行OMAC計劃，改造卡拉派克斯成戰甲，追拿海梅以吸取其能量，加強卡拉派克斯的能力，但計劃失敗反被卡拉派克斯同歸於盡殺害。 |
| 哈維·吉恩         | 桑切斯博士                 | 維多利亞·科德之科學家，後反目，被卡拉派克斯殺害。實際上不叫桑切斯，但因為本名過長而老是被維多利亞叫錯。 |

## 製作

### 開發
2018年11月28日，華納兄弟影片和DC娛樂宣佈開發以第三代「藍甲蟲」海梅·雷耶斯為主角的影片，由加雷思·鄧內特·阿爾科塞爾（Gareth Dunnet-Alcocer）執筆劇本，齊夫·福爾曼（Zev Foreman）擔當執行製片人。2020年12月，作為DC影業新總裁濱田沃特在DC擴展宇宙方面的計劃一部分，DC計劃每年在HBO Max上映幾部中等預算的電影，《藍甲蟲》於次年被列為這幾部電影之一。2021年2月23日，華納聘請安傑爾·曼努爾·索托擔當導演，主體拍攝原計劃於2021年後期開機。4月，《藍甲蟲》被列入DC預計於2022或2023年上映的電影名單中。8月，影片預計於2022年初開始拍攝，約翰·李卡德擔任製片人。12月，華納兄弟透露影片將於2023年8月在院線上映，而不是直接在HBO Max上映。

### 選角
索洛·馬里達納一直是導演索托心中飾演海梅·雷耶斯的第一人選，因此索托和華納兄弟於2021年8月1日邀請了馬里達納飾演這個角色，馬里達納於第二日被公開透露與華納商談該電影，當天的《自殺突擊隊：集結》首映禮上亦確認了他將主演影片。3月初，布魯娜·馬爾科辛、貝莉莎·艾斯可貝多（Belissa Escobedo）和哈維·吉恩確認分別出演雷耶斯的愛人潘妮、雷耶斯的妹妹米拉格蘿絲和一名未公佈角色。其後，、亞卓安娜·拜拉薩、艾爾皮迪雅·卡洛里和達米恩·艾卡薩確認分別出演魯迪叔父、娜娜、蘿西歐和阿爾貝托。月尾，莎朗·史東與華納商談飾演被外界猜測為漫画中第二代「藍甲蟲」泰德·科德之妻的影片原創反派角色維多利亞·科德，勞爾·麥斯·楚吉羅出演不毀者「甲殼」卡拉派克斯。4月中旬，蘇珊·莎蘭登在莎朗·史東結束後被選角為維多利亞·科德。

### 拍攝
主體拍攝於2022年5月25日在美國喬治亞州亞特蘭大都會區開機，拍攝主要在迪卡特市進行，亦將於艾爾帕索市拍攝。

## 發行
《藍甲蟲》於2023年8月18日上映。

### 市場營銷
2021年10月8日，索托、鄧內特·阿爾科塞爾、和馬里達納在DC粉絲圓頂為影片進行了宣傳，討論了拍攝的準備工作並展示了電影的概念藝術。

## 迴響

### 評價
《藍甲蟲》首映後獲得正面為主的評價，尤其是索洛·馬里達那的演出表現、主題、幽默感、情感刻畫、動作戲場面、拉丁文化的細緻描繪獲得青睞。根据評論匯總网站爛番茄汇总的274篇评论文章，78%的评论家给予该作正面评价，平均打分为6.4分（满分10分）。该网站总结的评论家共识是“在主演索洛·馬里達那的精彩表演的引領下，《藍甲蟲》是一部令人耳目一新的、以家庭為中心的超級英雄電影，充滿幽默感和情感。”，在Metacritic上，52位影評人共給予了61分的分數（滿分100分），這部電影獲得了「普遍好評」。。

### 票房
| 上一届： 《Barbie芭比》 | 2023年美國週末票房冠軍 第33週 | 下一届： 《GT：跨界玩家》 |

## 資料來源
1. ↑  Lang, Brad. . CBR. 2023-07-10  [2023-07-10]. （原始内容存档于2023-07-10）.
2. ↑  D'Alessandro, Anthony. . Deadline Hollywood. 2023-08-19  [2023-08-19]. （原始内容存档于2023-08-20）.
3. ↑  . Box Office Mojo.   [2023-09-02].
4. ↑  Blue Beetle (2023) at The Numbers. Nash Information Services, LLC. Retrieved 2023-09-03.
5. 1 2  Gonzalez, Umberto. . TheWrap. 2021-08-02  [2021-08-05]. （原始内容存档于2021-08-02） （美国英语）.
6. 1 2 3  Malkin, Marc. . Variety. 2021-08-04  [2021-08-05]. （原始内容存档于2021-08-05） （美国英语）.
7. 1 2 3  Gonzalez, Umberto. . TheWrap. 2022-03-08  [2022-03-08]. （原始内容存档于2022-03-08）.
8. 1 2 3 4 5  Gonzalez, Umberto. . TheWrap. 2022-03-18  [2022-03-18]. （原始内容存档于2022-03-18）.
9. 1 2  Couch, Aaron. . The Hollywood Reporter. 2022-03-29  [2022-03-29]. （原始内容存档于2022-03-30）.
10. 1 2  Gonzalez, Umberto. . TheWrap. 2022-04-14  [2022-04-14]. （原始内容存档于2022-04-14）.
11. ↑  . TheWrap. 2018-12-01  [2018-12-02]. （原始内容存档于2018-11-30） （美国英语）.
12. ↑  Barnes, Brooks. . The New York Times. 2020-12-27  [2020-12-29]. （原始内容存档于2020-12-28）.
13. ↑  Faughnder, Ryan. . Los Angeles Times. 2021-06-08  [2021-08-05]. （原始内容存档于2021-06-08）.
14. ↑  . TheWrap. 2021-02-23  [2021-02-23]. （原始内容存档于2021-03-26） （美国英语）.
15. ↑  Couch, Aaron; Kit, Borys. . The Hollywood Reporter. 2021-04-01  [2021-04-02]. （原始内容存档于2021-04-02）.
16. ↑  Vlessing, Etan. . The Hollywood Reporter. 2021-08-03  [2021-08-05]. （原始内容存档于2021-08-03）.
17. 1 2  Couch, Aaron. . The Hollywood Reporter. 2021-12-16  [2021-12-17]. （原始内容存档于2021-12-17）.
18. ↑  Couch, Aaron [@AaronCouch].  (推文). 2021-08-02  [2021-08-05]. （原始内容存档于2021-08-03） –Twitter.
19. ↑  Behbakht, Andy. . Screen Rant. 2022-05-25  [2022-05-25]. （原始内容存档于2022-05-25）.
20. ↑  Ho, Rodney. . The Atlanta Journal-Constitution. 2022-02-04  [2022-02-26]. （原始内容存档于2022-02-17）.
21. ↑  Monika. . 93.1 KISS-FM（英语：KSII）. 2022-04-18  [2022-04-29]. （原始内容存档于2022-04-18）.
22. ↑  Couch, Aaron. . The Hollywood Reporter. 2021-10-16  [2021-10-16]. （原始内容存档于2021-10-16）.
23. ↑  Hibberd, James. . The Hollywood Reporter. 2023-08-11  [2023-08-16]. （原始内容存档于2023-08-16）.
24. ↑  . Rotten Tomatoes. Fandango Media.   [2023-08-17].
25. ↑  . Metacritic. Fandom.   [2023-08-17].

## 外部連結
- 互联网电影数据库（IMDb）上《藍甲蟲》的资料（英文）
- 爛番茄上《藍甲蟲》的資料（英文）
- AllMovie上《藍甲蟲》的资料（英文）
- Metacritic上《藍甲蟲》的資料（英文）
- Box Office Mojo上《藍甲蟲》的資料（英文）
- 開眼電影網上《藍甲蟲》的資料（繁體中文）
- Yahoo奇摩電影上《藍甲蟲》的資料（繁體中文）
- 豆瓣电影上《藍甲蟲》的資料 （简体中文）